# Jamestown (Tennessee)
Jamestown è un comune degli Stati Uniti d'America, situato nello Stato del Tennessee, nella Contea di Fentress, della quale è il capoluogo.